# چین و حمله روسیه به اوکراین

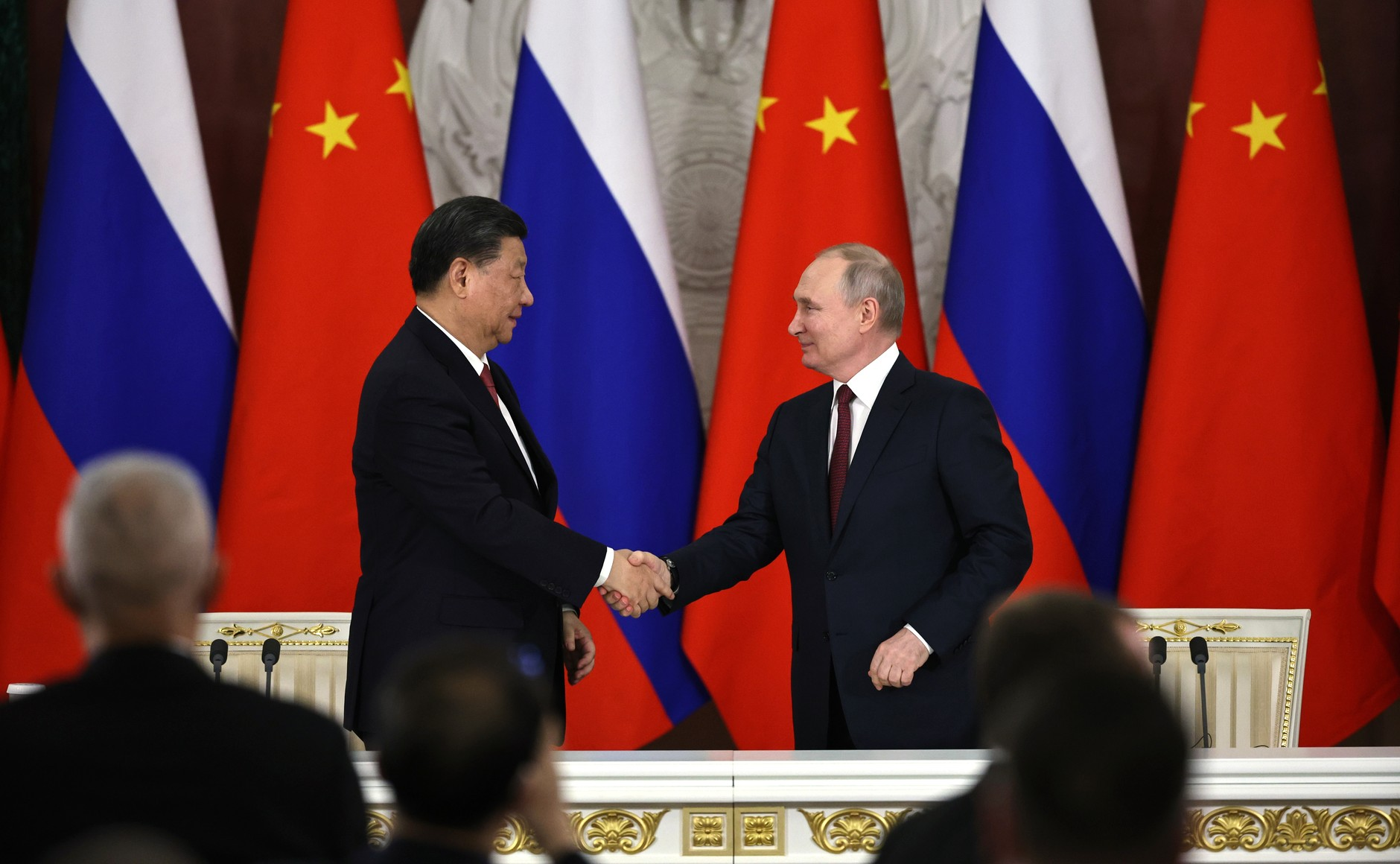
ولادیمیر پوتین رئیس جمهور روسیه و شی جین پینگ دبیر کل حزب کمونیست چین پس از مذاکرات روسیه و چین

موضع چین در واکنش‌های جهانی به حمله روسیه به اوکراین در سال ۲۰۲۲ توسط چندین مفسر به بی‌طرفی توصیف شده‌است.

## دولت چین
در ۲۵ فوریه، چین از شرکت در رای‌گیری شورای امنیت سازمان ملل در محکومیت تهاجم خودداری کرد.
در ۱ مارس، وزرای خارجه اوکراین و چین، دمیترو کولبا و وانگ یی نخستین تماس تلفنی خود را پس از آغاز تهاجم انجام دادند. رسانه‌های چینی گزارش دادند که وانگ به کوله‌با گفت که از خطری که غیرنظامیان را تهدید می‌کند «بسیار نگران» است و نیاز است «تا از تشدید درگیری تا جای ممکن جلوگیری شود.» کوله‌با گفته‌است که اوکراین «منتظر این است که چین نقش پادرمیان را در دستیابی به آتش‌بس ایفا کند.»
در ۲ مارس، روزنامه آمریکایی نیویورک تایمز مقاله ای منتشر کرد که در آن مدعی شد که به دولت چین از پیش در مورد تهاجم هشدار داده شده و چین از دولت روسیه خواسته‌است تا آن را تا پس از بازی‌های المپیک زمستانی ۲۰۲۲ به تعویق بیندازد. دولت چین این اتهامات را رد کرد و اعلام کرد که هدف از «این نوع لفاظی‌ها منحرف کردن توجه‌ها و سرزنش دیگران است که کاملاً نفرت انگیز است.»
در ۹ مارس، شی جین پینگ، رهبر چین، دیداری ویدئویی با امانوئل مکرون ، رئیس‌جمهور فرانسه و اولاف شولز، صدراعظم آلمان برگزار کرد و در آن اظهار داشت که چین «از دیدن شعله‌های آتش دوباره جنگ در اروپا ناراحت است» و از سه کشور خواست تا مذاکرات صلح روسیه و اوکراین را ترویج کنند.
در ۱۵ مارس، سفیر چین در ایالات متحده، "کین گانگ " مقاله ای در واشینگتن پست نوشت که "درگیری بین روسیه و اوکراین هیچ سودی برای چین ندارد"، "حاکمیت و تمامیت ارضی همه کشورها، از جمله اوکراین، باید رعایت شود. با حفظ احترام، نگرانی‌های امنیتی مشروع همه کشورها باید جدی گرفته شود، و اینکه «تهدید علیه نهادها و شرکت‌های چینی، همان‌طور که از سوی برخی مقامات آمریکایی بیان می‌شود، غیرقابل قبول است».
در ۱۸ مارس، شی جین پینگ، رهبر چین و جو بایدن، رئیس‌جمهور آمریکا، یک دیدار ویدئویی دو ساعته برگزار کردند که در موضوع کانونی آن درگیری در اوکراین بود. کاخ سفید آمریکا پس از این تماس به مطبوعات گفت که بایدن به شی در مورد «عواقب ارائه پشتیبانی پولی چین از روسیه» هشدار داده‌است.

## رسانه‌های چینی
از اوایل ماه مارس، روزنامه‌نگار تلویزیون فونیکس، لو یوگوانگ، تنها خبرنگار خارجی بود که در خط مقدم نیروهای روسیه حضور داشت.
تلویزیون مرکزی دولتی چین در خبرهای ظهر روز ۵ آوریل در راستای ادعای طرف روسی مبنی بر جعلی بودن کشتار در بوچا با عنوان «وزیر خارجه روسیه: افشای دروغ‌های پرونده بوچا» این موضوع را گزارش کرد.

## جامعه مدنی چین
در ۲۶ فوریه، پنج مورخ چینی نامه‌ای سرگشاده در مخالفت با تهاجم امضا کردند و بیان کردند که «فاجعه‌های بزرگ در تاریخ بیشتر با درگیری‌های محلی آغاز می‌شوند.» اما این نامه پس از سه ساعت توسط سانسورچیان چینی از اینترنت حذف شد.
در ۵ مارس، هو وی، نایب رئیس مرکز تحقیقات سیاست عمومی دفتر مشاوران شورای ایالتی، مقاله ای نوشت که در آن استدلال کرد که "چین باید به گونه ای انعطاف‌پذیر پاسخ دهد و انتخاب‌های راهبردی مطابق با منافع بلندمدت خود داشته باشد.

## تخلیه اتباع چینی از اوکراین
در ۲۵ فوریه، سفارت چین در اوکراین به شهروندان چینی توصیه کرد که اوکراین را ترک کنند. در ۷ مارس، دولت چین اعلام کرد که اکثر شهروندان چینی را از اوکراین خارج کرده‌است.

## واکنش‌ها و تحلیل‌های بین‌المللی
جوزف توریگیان از دانشگاه آمریکن موضع دولت چین در مورد تهاجم را یک «اقدام متعادل کننده» توصیف کرد و اظهار داشت که «هر دو کشور دیدگاه‌های منفی مشابهی در مورد نقش آمریکا در اروپا و آسیا دارند» اما چین تمایلی برای به خطر انداخت منافه خود در حمایت از روسیه ندارد، خصوصاً که چین «در تلاش برای حفظ شهرت خود به عنوان یک کشور مسئول است.» رایان هاس از مؤسسه بروکینگز استدلال کرده‌است که «بدون روسیه، چین به تنهایی با غرب متخاصمی که مصمم به ممانعت از ظهور چین به عنوان یک ابر قدرت است مقابله خواهد کرد»، اما این دو کشور «منافع کاملاً همسویی ندارند.» چین چیزهای خیلی بیشتر از روسیه برای از دست دادن دارد. چین خود را کشوری در حال رشد می‌بیند. روسیه اساساً در حال مبارزه با جزر و مد خسران است.»
چندین تحلیل‌گر نقش بالقوه چین را به عنوان میانجی کلیدی در مناقشه پیش‌بینی کرده‌اند. اریک دوشن از دانشگاه لاوال استدلال می‌کند که «ابهام راهبردی از سوی چین می‌تواند تأثیر مفیدی داشته باشد و به باز کردن گره کمک کند» و مخالفت کشورهای ناتو با میانجی‌گری چین «یک اشتباه جدی» است. . زنو لئونی از کینگز کالج لندن استدلال کرد که «اگر چین طرف‌های درگیر را برای صلح جدید رهبری کند، این یک پیروزی بزرگ دیپلماتیک و روابط عمومی برای پکن خواهد بود، زیرا دولت چین «می‌تواند خود را به‌عنوان یک قدرت بزرگ و مسئول معرفی کند.